# Občina Sveti Andraž v Slovenskih goricah
Občina Sveti Andraž v Slovenskih goricah je ena od občin v Republiki Sloveniji.

## Naselja v občini
Drbetinci, Gibina, Hvaletinci, Novinci, Rjavci, Slavšina, Vitomarci